# 劉廷理
劉廷理（？年—？年），山西省蔚州衛（今屬河北省張家口市蔚縣）人，清朝政治人物。

## 經歷
早年為宣府前衛學生。
康熙二十六年（1687年）丁卯鄉試舉人。
康熙康熙二十七年（1682年）戊辰科第三甲第一百一名同進士出身。
歷官四川峽江縣知縣。